# Skånings härad
Skåning var ett härad i Västergötland vars område numera utgör en del av Lidköpings, Vara och Skara kommuner. Häradets areal var 505,75 kvadratkilometer varav 501,04 land.  Tingsställe fanns från 1640 i Vånga (Stora Wånga), senare i Skara 1824-1837 och 1841-1874. 1874 flyttade tingsstället till Entorp i Synnerby socken för att från 1886 åter vara i Skara.

## Geografi
Området upptas till stor del av den bördiga Varaslätten, och genomflyts av åarna Flian, Lannaån och Lidan, varav den sistnämnda utgjorde häradets västra gräns. Staden Skara utgjorde en enklav i häradets östra del.
År 1880 hade det starkt jordbrukspräglade Skåning närmare 18 000 invånare.  Under de hundra efterföljande åren mer än halverades folktalet.  Tätorter är Kvänum, Ardala, Jung och Saleby, men den stora majoriteten av traktens invånare bor på ren landsbygd.

## Administrativ historik
I mitten av 1400-talet utvidgades Skånings härad, genom införlivning av Als härad, som då upphörde. I slutet av 1600-talet minskades det, då socknarna Sävare, Lindärva och Hasslösa överfördes till det då nyinrättade Kinnefjärdings härad.

## Socknar
I Lidköpings kommun 
- Saleby
- Härjevad
- Trässberg

I Vara kommun 
- Jung
- Fyrunga
- Öttum
- Norra Vånga
- Edsvära
- Kvänum

I Skara kommun 
- Vinköl
- Marum
- Synnerby
- Skallmeja
- Västra Gerum
- Skånings-Åsaka
- Händene
- Härlunda
- Skara socken

Skara stad hade egen jurisdiktion (rådhusrätt) till 1944 då den uppgick i häradets jurisdiktion.

## Län, fögderier, domsagor, tingslag, tingsrätter och stift
Häradet hörde mellan 1634 och 1998 till Skaraborgs län, därefter till Västra Götalands län.  Församlingarna i häradet tillhörde Skara stift.
Häradets socknar hörde till följande fögderier:
- 1686-1990 Skara fögderi
- 1967-1990 Lidköpings fögderi för socknarna i Lidköpings kommun

Häradets socknar tillhörde följande domsagor, tingslag och tingsrätter:
- 1680–1904 Skånings tingslag i
  - 1680–1777 Kinnefjärdings, Kinne, Kållands, Åse, Viste och Skånings häraders domsaga
  - 1778–1809 Kinnefjärdings, Kinne och Skånings häraders domsaga
  - 1810–1863  Kinnefjärdings, Kinne, Skånings och Laske häraders domsaga
  - 1864–1904 Skånings, Valle och Vilske domsaga
- 1905–1943 Skånings och Valle tingslag i Skånings, Valle och Vilske domsaga
- 1944–1947 Skara, Skånings och Valle tingslag i Skarabygdens domsaga
- 1948–1970 Skarabygdens domsagas tingslag i Skarabygdens domsaga

- 1971–2009 Lidköpings tingsrätt och dess domsaga
- 2009– Skaraborgs tingsrätt och dess domsaga